# Oliver Becker (Schriftsteller)
Oliver Becker (* 1969) ist ein deutscher Schriftsteller. Er schreibt vor allem Historische Romane und Kriminalromane. Becker veröffentlicht auch unter dem Pseudonym Leo Born.

## Leben
Oliver Becker wurde im Jahr 1969 im Schwarzwald geboren und wuchs in Blumberg auf. Heute arbeitet er bei einer internationalen Werbeagentur und lebt mit seiner Familie in Frankfurt am Main.
Bekannt wurde Becker mit der Trilogie um die Krähentochter, die von 2010 bis 2013 im Gmeiner-Verlag veröffentlicht wurde. Die historische Romanreihe spielt im Schwarzwald während des Dreißigjährigen Krieges.
Seitdem schrieb er vor allem Kriminalromane. Unter dem Pseudonym Leo Born veröffentlichte er eine Thriller-Serie um die Kommissarin Mara Billinsky aus Frankfurt am Main.

## Werke
Krähentochter-Trilogie
1. Das Geheimnis der Krähentochter. Gmeiner-Verlag, Meßkirch 2010, ISBN 978-3-8392-1071-0.
2. Die Sehnsucht der Krähentochter. Gmeiner-Verlag, Meßkirch 2012, ISBN 978-3-8392-1261-5.
3. Die Entscheidung der Krähentochter. Gmeiner-Verlag, Meßkirch 2013, ISBN 978-3-8392-1355-1.

Weitere Romane
- kleinstadtghetto ballade. Plöttner Verlag, Leipzig 2010, ISBN 978-3-86211-004-9.
- Schmetterlingstod. Gmeiner-Verlag, Meßkirch 2012, ISBN 978-3-8392-1322-3.
- Der Totengräber. SWB-Verlag, Stuttgart 2013, ISBN 978-3-942661-56-0.
- Marovka Blues. bookshouse-Verlag, 2014, ISBN 978-9963-52-463-1.
- Die Schatten von New Orleans. bookspot-Verlag, München 2014, ISBN 978-3-937357-90-4.
- Das schwarze Erbe. bookshouse-Verlag, 2014, ISBN 978-9963-52-301-6.
- Das Raunen der Toten. Ars Vivendi Verlag, Cadolzburg 2014, ISBN 978-3-86913-502-1.
- Der dritte Mord. Bastei Entertainment, Köln 2017, ISBN 978-3-7413-0025-7.

Gemeinsam mit anderen Schriftstellern
- Spannend, fesselnd, historisch. Gmeiner-Verlag, Meßkirch 2016, ISBN 978-3-7349-9243-8. (mit: Claudia Schmid, Claudius Crönert, Sebastian Thiel)

Mara Billinsky-Reihe unter dem Pseudonym Leo Born
1. Blinde Rache. Bastei Lübbe, Köln 2018, ISBN 978-3-404-17871-1
2. Lautlose Schreie. Bastei Lübbe, Köln 2019, ISBN 978-3-404-17868-1
3. Brennende Narben. Bastei Lübbe, Köln 2019, ISBN 978-3-404-17872-8
4. Blutige Gnade. Bastei Lübbe, Köln 2020, ISBN 978-3-404-17958-9
5. Vergessene Gräber. Bastei Lübbe, Köln 2020, ISBN 978-3-404-18093-6
6. Sterbende Seelen. Bastei Lübbe, Köln 2021, ISBN 978-3-404-18325-8.
7. Schwarzer Schmerz. Bastei Lübbe, Köln 2022, ISBN 978-3-404-18902-1.
8. Eisige Stille. Bastei Lübbe, Köln 2023, ISBN 978-3-404-19264-9.
9. Kalte Erlösung. Bastei Lübbe, Köln 2024, ISBN 978-3-404-19412-4.

Reihe Hauptkommissar Jack Diehl und Profilerin Viola Hendriks unter dem Pseudonym Leo Born
1. Lilienopfer. Dein Tod gehört mir. beTHRILLED, Köln 2022, ISBN 978-3-7413-0290-9.
2. Racheherz. Der Schrecken in dir. beTHRILLED, Köln 2023, ISBN 978-3-7413-0483-5.